# تپه آهوتپه
تپه آهوتپه مربوط به دوران پیش از تاریخ ایران باستان تا دوران‌های تاریخی پس از اسلام است و در شهرستان اسدآباد، بخش مرکزی، روستای آهو تپه واقع شده و این اثر در تاریخ ۱۰ بهمن ۱۳۸۳ با شمارهٔ ثبت ۱۱۳۷۲ به‌عنوان یکی از آثار ملی ایران به ثبت رسیده است.